# Муранська Планина

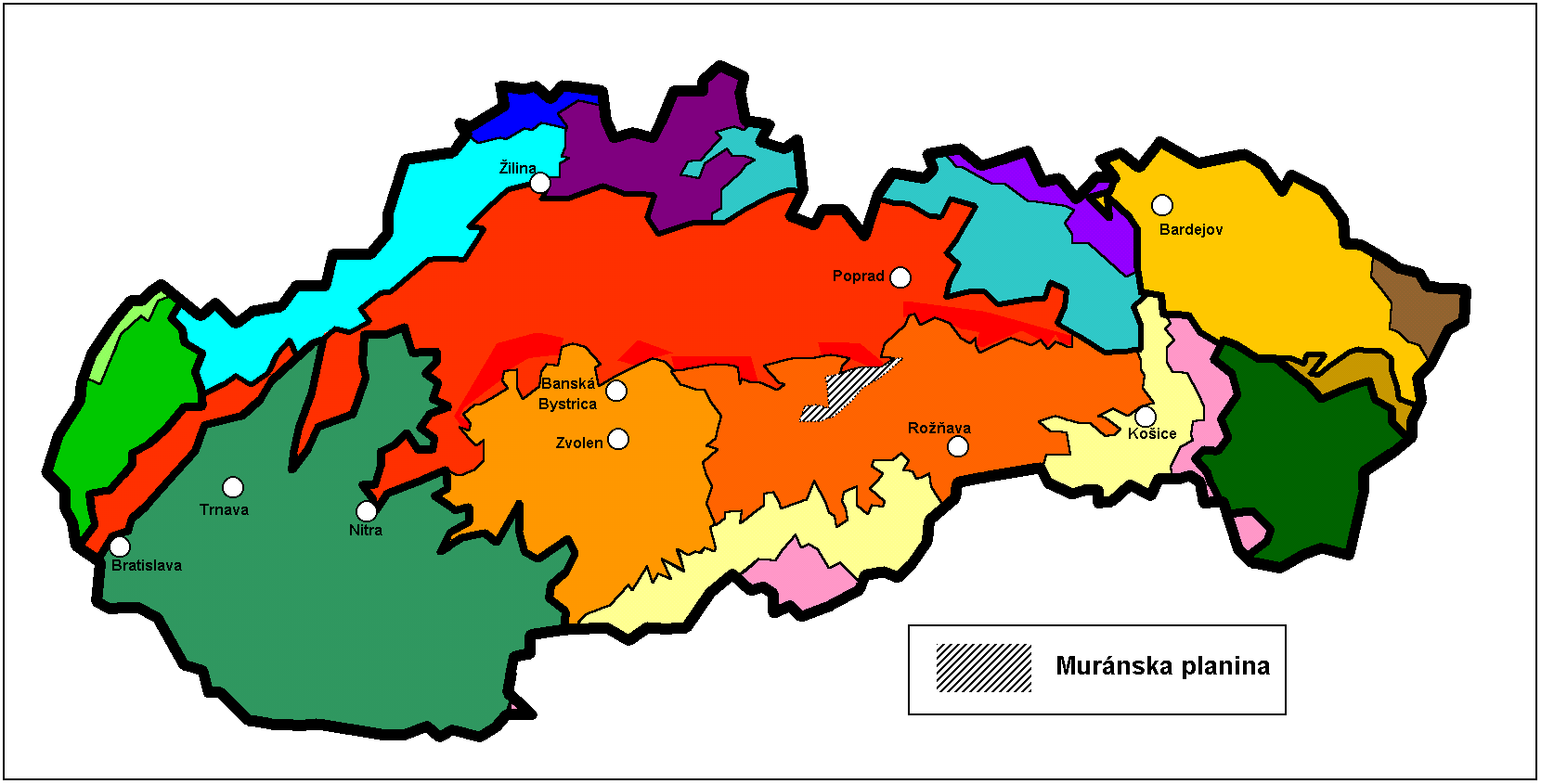
Розміщення Муранської Планини

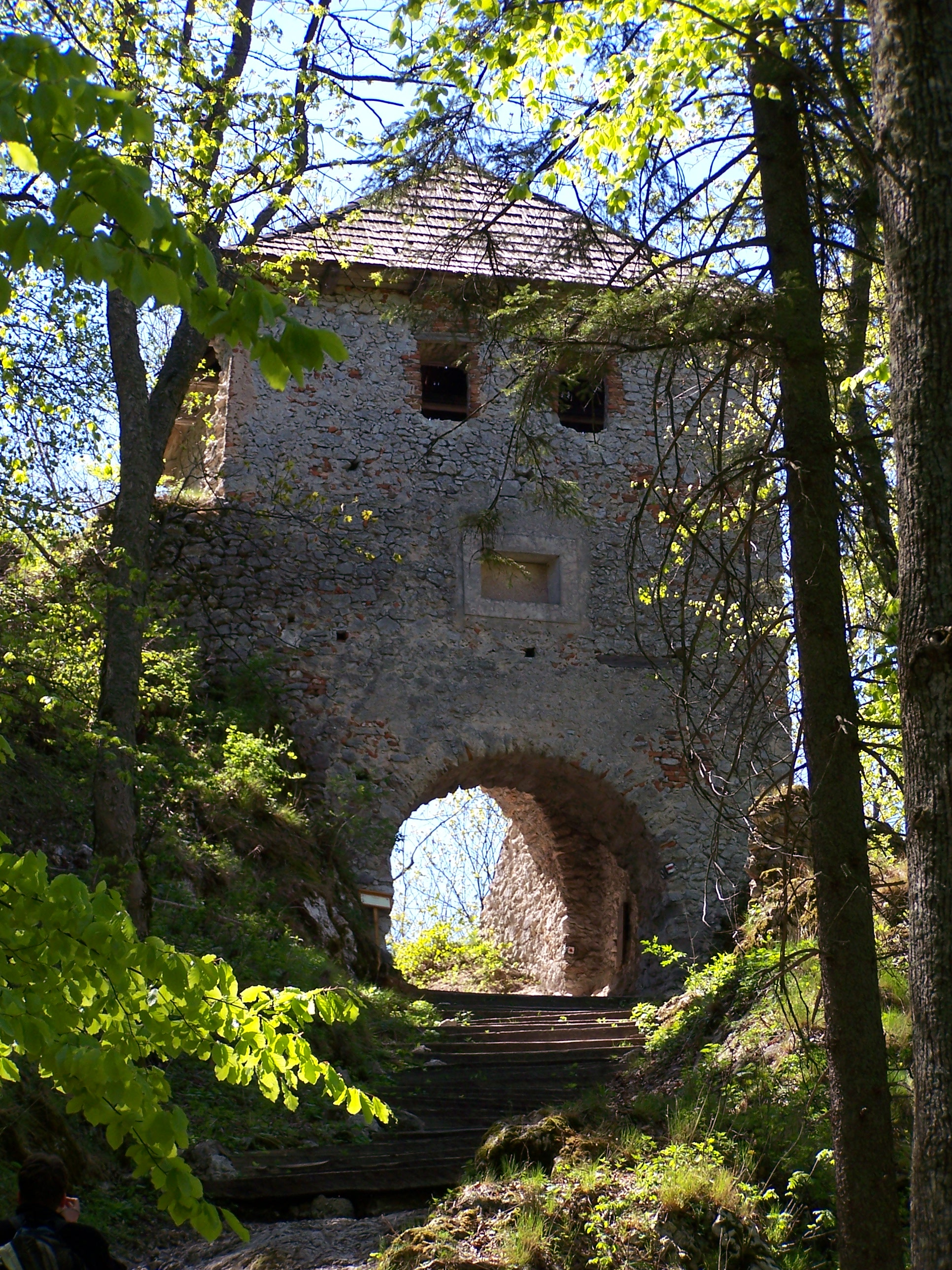
Брама Муранського Граду

Му́ранська Пла́нина, Муранська Полонина, Муранське плоскогір'я (словац. Muránska planina) — гірський масив у центральній Словаччині, частина Списько-Гемерського Карсту.
Територія Муранської Планини є національним парком. Муранська Планина — єдине на землі місце, де зустрічається вовчеягідник деревний (Daphne arbuscula).
Найвища точка — гора Фабова Голя, 1439 м. Площа 203,18 км²

## Визначні пам'ятки
- Руїни замку Муранський Град
- Численні скелі, печери, безодні